# Piwnice na Wawelu

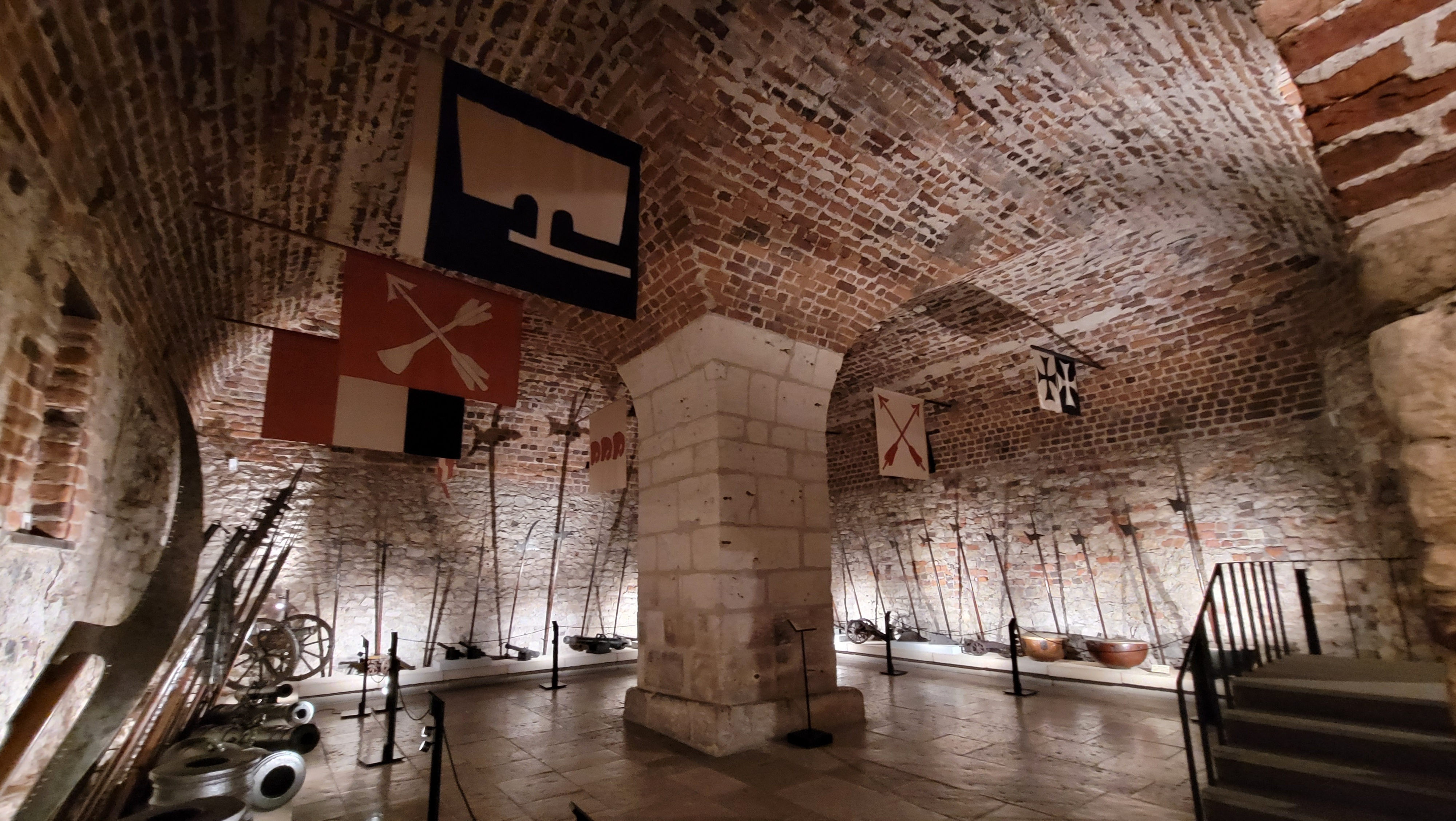
Wawel Kurza Noga - 1 sala

Piwnica w Zamku Królewskim na Wawelu składa się z trzech pomieszczeń (jednej gotyckiej i dwóch renesansowych) i wchodzi w skład ekspozycji Zbrojowni. Mieści się w podziemiu Wieży Łokietkowej.

## I sala
Sklepienie sali (XIV w.) wsparte jest na filarze w centralnym miejscu. W niej znajdują się wywieszone pod sklepieniem kopie chorągwi krzyżackich spod Grunwaldu (1410), odtworzone w XX w. na podstawie szczegółowych opisów pióra Jana Długosza i miniatur Stanisława Durinka w dziele Banderia Prutenorum. W niej zobaczyć można m.in. paradne armatki (w tym dwie cenniejsze z 1560 r., odlane przez Oswalda Baldnera - ludwisarza Zygmunta II Augusta). Przy ścianach umieszczono również m.in. gotyckie halabardy szwajcarskie i niemieckie z w. XIV - XVI, miecze katowskie (XVII w.) oraz miecz sędziowski, włócznie niemieckie i jedną czeską (XVII - XVIII w.), a także dwa XVII-wieczne berdysze – polski i rosyjski.

## II sala
Przy ścianach pomieszczono lufy armat, haubic i moździerzy – od małych wiwatówek do ogromnych polowych. Znajdują się tu także kule do armat.

## III sala
W niej, tak jak i w II. sali znajdują się armaty, moździerze oraz kule do nich. Pochodzą one ze zbiorów królewskich jak i magnackich z XVI - XVIII w.